# Magnum (inhoudsmaat)

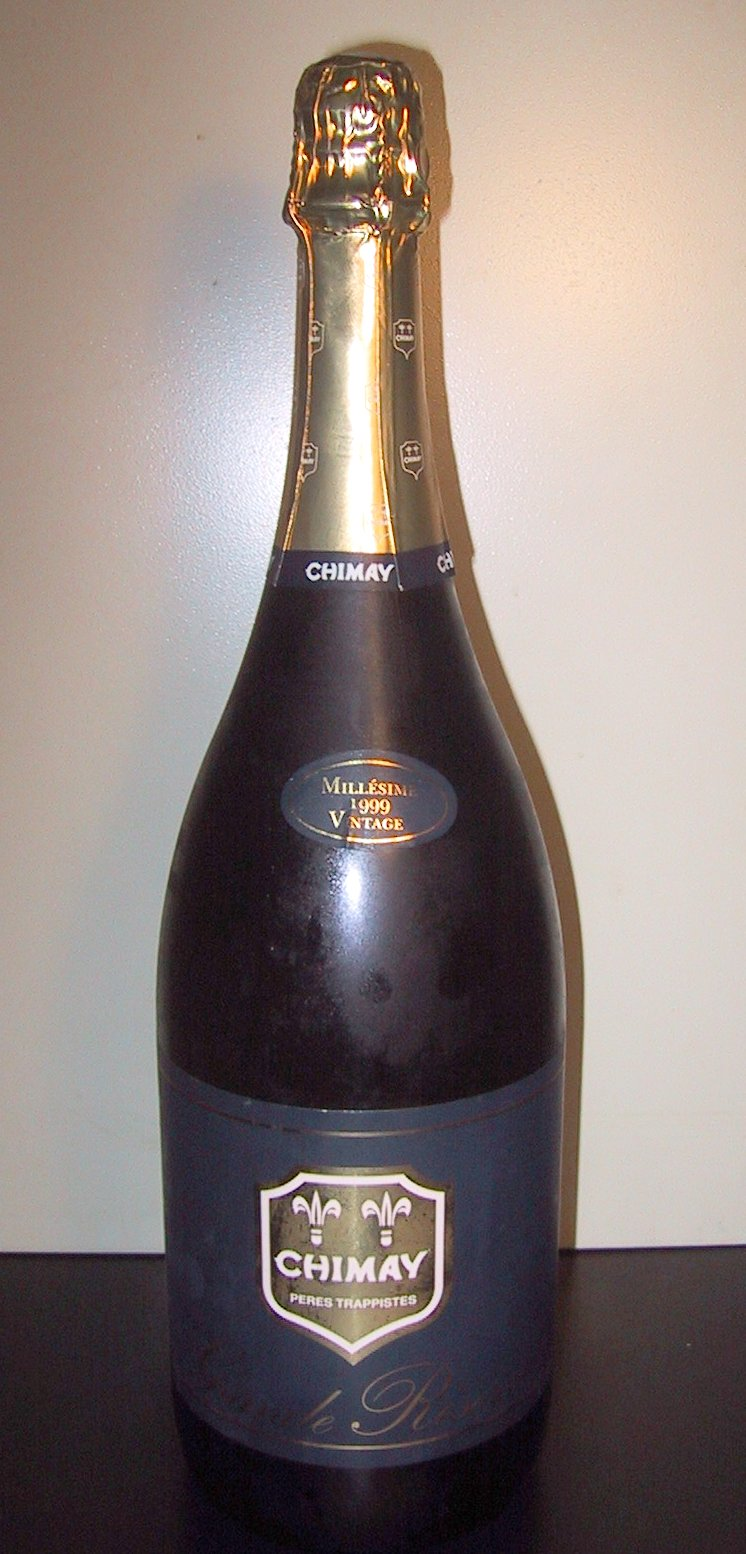
Een magnum blauwe Chimay.

Een magnum is een fles met een inhoud van tweemaal een gewone wijnfles. Bij standaardwijnflessen van 75 centiliter geeft dat dus een magnum met een inhoud van 1,5 liter.
De fles wordt niet enkel gebruikt voor wijn, ook bier en cider wordt er al eens in gebotteld. 
Flessen van dit formaat worden vooral op prijs gesteld op feestelijke gelegenheden, waar het openen van een grote fles meer cachet geeft, of als geschenk.
Het grotere volume heeft een positief effect op de smaakevolutie van bier met een nagisting op fles: de smaak wordt er zachter en ronder van..
Ook bij wijn is de rijping in een grote fles bijzonder harmonieus. De magnum wordt geregeld gebruikt bij het bottelen van champagne.
Tot 1979 was in de Verenigde Staten de inhoud van een gewone wijnfles een vijfde van een gallon (0,757 liter), een magnum bevatte tweeënhalve fles, dus een halve gallon (1,89 liter).
champagne · 
Dom Pérignon · 
champagnehuis · 
méthode traditionnelle · 
roséchampagne · 
rosé de saignée ·  
pinot noir · 
pinot meunier · 
chardonnay · 
voltis · 
échelle des crus · 
grand cru · 
premier cru · 
tête de cuvée · 
taille · 
Montagne de Reims · 
Côte des Blancs · 
coteaux champenois · 
alcoholische gisting · 
malolactische fermentatie · 
assemblage · 
réserve · 
liqueur de tirage · 
sur lattes · 
prise de mousse · 
mousse · 
à point · 
remuage · 
dégorgement · 
liqueur d'expédition · 
millésime · 
monocépage · 
clos · 
blanc de blancs · 
blanc de noirs · 
brut sans année · 
kometenwijn · 
cuvée de prestige · 
dosage · 
muselet · 
brut · 
formaat van champagneflessen · 
afkortingen op etiketten